# شرلوک هلمز و دره وحشت
شرلوک هلمز و دره وحشت (به انگلیسی: Sherlock Holmes and Valley of the Fear) یک فیلم انیمیشن بر اساس داستان شرلوک هلمز و دره وحشت (۱۹۱۴) نوشته سر آرتور کانن دویل نویسنده شهیر اسکاتلندی می‌باشد که ساخت ۱۹۸۳ استرالیا به تولیدکنندگی تام استیسی و جورج اسفنسون است.
این فیلم در دهه ۱۳۶۰ خورشیدی به فارسی دوبله شد و به نمایش تلویزیونی درآمد.

## شخصیت‌ها و دوبلورها
| شخصیت                       | صداپیشه انگلیسی | صداپیشه فارسی   |
| --------------------------- | --------------- | --------------- |
| شرلوک هلمز                  | پیتر اوتول      | غلامعلی افشاریه |
| دکتر واتسون                 | ارل کراس        | محمد علی دیباج  |
| بازرس مک دانل موریس         |                 | پرویز ربیعی     |
| گروهبان ویلسون مایک اسکارلت |                 | تورج نصر        |
| آقای بالکر جک مک گنیتی      |                 | شهروز ملک آرایی |
| جان داگلس                   |                 | حسین معمارزاده  |
| خانم داگلس                  |                 | زهره شکوفنده    |
| خانم الن (خدمتکار)          |                 | ژاله علو        |